# Volleyball Club Lutry-Lavaux 2019-2020
Questa voce raccoglie le informazioni riguardanti il Volleyball Club Lutry-Lavaux nella stagione 2019-2020.

## Organigramma societario
Area direttiva
- Presidente: Philippe Tuccelli

Area tecnica
- Allenatore: Jérôme Corda

## Rosa
| N° | Nome                 | Ruolo | Data di nascita   | Nazionalità sportiva |
| -- | -------------------- | ----- | ----------------- | -------------------- |
| 1  | Tim Taylor           | S     | 13 febbraio 1995  | Australia            |
| 2  | Pierre Secrétan      | C     | 9 aprile 1995     | Svizzera             |
| 3  | Romain Durussel      | S     | 16 gennaio 2003   | Svizzera             |
| 4  | Florian Pittet       | S     | 1º febbraio 1999  | Svizzera             |
| 5  | Luca Ineichen        | P     | 21 luglio 1998    | Svizzera             |
| 6  | Jurad McKenzie       | O     | 30 luglio 1972    | Svizzera             |
| 7  | Marc Briquet         | P     | 28 settembre 1991 | Svizzera             |
| 8  | Johan Lin            | O     | 20 gennaio 1996   | Svizzera             |
| 9  | Gaétan Jauffret      | S     | 20 maggio 1996    | Svizzera             |
| 10 | Basile Schiffer      | L     | 1990              | Svizzera             |
| 12 | Frédéric Maulat      | C     | 21 giugno 1989    | Svizzera             |
| 14 | Abdessamad Benbekkar | C     | 18 novembre 1985  | Svizzera             |
| 15 | Nicolas Patrouilleau | L     | 20 luglio 1984    | Svizzera             |
| 17 | Jean-Robert Rémy     | C     | 31 marzo 1985     | Svizzera             |

## Risultati

### Lega Nazionale A

#### Girone di andata
| 1ª giornata - 12 ottobre 2019 Sportcenter Grünfeld, Jona         | Jona         | 3 - 1 | Lutry-Lavaux | 21-25, 25-18, 28-26, 25-23 |
| 3ª giornata - 20 ottobre 2019 University Sports Hall, Losanna    | Losanna UC   | 3 - 0 | Lutry-Lavaux | 25-19, 25-14, 25-15        |
| 4ª giornata - 26 ottobre 2019 Salle de Sport de Corsy, Lutry     | Lutry-Lavaux | 0 - 3 | Amriswil     | 20-25, 17-25, 21-25        |
| 5ª giornata - 2 novembre 2019 Centre Sportif Sous-Moulin, Thônex | Chênois      | 3 - 0 | Lutry-Lavaux | 25-22, 25-17, 29-27        |
| 6ª giornata - 9 novembre 2019 Salle de Sport de Corsy, Lutry     | Lutry-Lavaux | 0 - 3 | Schönenwerd  | 20-25, 26-28, 15-25        |
| 7ª giornata - 17 novembre 2019 Linthhalle SGU, Näfels            | Näfels       | 3 - 1 | Lutry-Lavaux | 25-12, 25-16, 23-25, 30-28 |
| 9ª giornata - 30 novembre 2019 Salle de Sport de Corsy, Lutry    | Lutry-Lavaux | 1 - 3 | Lucerna      | 24-26, 19-25, 25-23, 18-25 |

#### Girone di ritorno
| 10ª giornata - 7 dicembre 2019 Salle de Sport de Corsy, Lutry  | Lutry-Lavaux | 2 - 3 | Jona            | 25-21, 19-25, 22-25, 28-26, 13-15 |
| 12ª giornata - 21 dicembre 2019 Salle de Sport de Corsy, Lutry | Lutry-Lavaux | 1 - 3 | Losanna UC      | 25-21, 21-25, 18-25, 20-25        |
| 13ª giornata - 4 gennaio 2020 Sporthalle Tellenfeld, Amriswil  | Amriswil     | 3 - 0 | Lutry-Lavaux    | 25-16, 25-11, 25-21               |
| 14ª giornata - 11 gennaio 2020 Salle de Sport de Corsy, Lutry  | Lutry-Lavaux | 0 - 3 | Chênois         | 12-25, 17-25, 14-25               |
| 15ª giornata - 18 gennaio 2020 Betoncoupe Arena, Schönenwerd   | Schönenwerd  | 3 - 0 | Lutry-Lavaux    | 25-17, 25-14, 25-22               |
| 16ª giornata - 25 gennaio 2020 Salle de Sport de Corsy, Lutry  | Lutry-Lavaux | 2 - 3 | Näfels          | 25-22, 25-19, 16-25, 18-25, 10-15 |
| 17ª giornata - 1º febbraio 2020 Salle de Sport de Corsy, Lutry | Lutry-Lavaux | 0 - 3 | Traktor Basilea | 0-25, 0-25, 0-25                  |
| 18ª giornata - 8 febbraio 2020 Bahnhofhalle, Lucerna           | Lucerna      | 3 - 0 | Lutry-Lavaux    | 25-17, 25-11, 25-19               |

### Coppa di Svizzera

#### Fase a eliminazione diretta
| Ottavi di finale - 12 gennaio 2020 Salle de Sport de Corsy, Lutry | Lutry-Lavaux | 3 - 2 | Traktor Basilea | 27-29, 21-25, 25-20, 25-19, 15-12 |
| Quarti di finale - 2 febbraio 2020 Salle de Sport de Corsy, Lutry | Lutry-Lavaux | 0 - 3 | Schönenwerd     | 0-25, 0-25, 0-25                  |

## Statistiche

### Statistiche di squadra
| Competizione      | Punti | In casa | In casa | In casa | In trasferta | In trasferta | In trasferta | Totale | Totale | Totale |
| Competizione      | Punti | G       | V       | P       | G            | V            | P            | G      | V      | P      |
| ----------------- | ----- | ------- | ------- | ------- | ------------ | ------------ | ------------ | ------ | ------ | ------ |
| Lega Nazionale A  | 5     | 8       | 0       | 8       | 8            | 1            | 7            | 16     | 1      | 15     |
| Coppa di Svizzera | -     | 2       | 1       | 1       | 0            | 0            | 0            | 2      | 1      | 1      |
| Totale            | -     | 10      | 1       | 9       | 8            | 1            | 7            | 18     | 2      | 16     |

G = partite giocate; V = partite vinte; P = partite perse

### Statistiche dei giocatori
Dati non disponibili.